# Метони (Месения)
Метони (на гръцки: Μεθώνη) е малък град в Гърция, област Месения, дем Пилос-Нестор на брега на Йонийско море. Туристическа дестинация заради красивите плажове и средновековната крепост.

## История
До Троянската война градът се нарича Педас. Омир го описва като богат на лозя. Педас е един от седемте процъфтяващи градове, които Агамемнон предлага на Ахил като зестра за дъщеря му.
През 1124 г. градът е завладян от Венецианската република и получава името Модон. След превземането на Константинопол от кръстоносците Модон е завзет през 1205 г. от рицарите на Жофроа дьо Вилардуен, а по-късно отново става владение на венецианците, които построяват тук силна крепост. На 9 август 1500 г. е завладян от османците, които жестоко избиват населението или го отвеждат в робство. През 1686 г. Венеция си връща града и пак го предава на турците през 1715 г. До Гръцката война за независимост е силно укрепен град с население около 7000 души.